# Mac Miller
Mac Miller, pseudonimo di Malcolm James McCormick (Pittsburgh, 19 gennaio 1992 – Los Angeles, 7 settembre 2018), è stato un rapper, cantautore, musicista e produttore discografico statunitense.
Miller iniziò la sua carriera nella scena hip hop nella sua città, Pittsburgh, nel 2007, all'età di 15 anni. Nel 2010, ha firmato un contratto discografico con l'etichetta discografica con sede a Pittsburgh, Rostrum Records, con la quale ha avuto la sua svolta con i mixtape, K.I.D.S (2010) e Best Day Ever (2011).
L'album in studio di debutto di Miller, Blue Slide Park (2011), è diventato il primo album distribuito in modo indipendente a salire in classifica nella Billboard 200 dal 1995. Nel 2013, ha fondato l'etichetta discografica REMember Music. Dopo il suo secondo album in studio, Watching Movies with the Sound Off (2013), ha lasciato la Rostrum e ha firmato con la grande etichetta Warner Bros. Records nel 2014. Con loro, ha pubblicato cinque album in studio: GO: OD AM (2015), The Divine Feminine (2016), Swimming (2018), Circles (2020), e Balloonerism (2025), questi ultimi due pubblicati postumi. Con Swimming è stato nominato (postumo) per il Grammy Award come miglior album rap. Ha anche lavorato come produttore discografico per vari artisti, incluso se stesso, con lo pseudonimo di Larry Fisherman.
Miller ebbe problemi con l'abuso di sostanze stupefacenti, a cui spesso faceva riferimento nei suoi testi. Il 7 settembre 2018, Miller è morto per un'overdose accidentale di cocaina, Fentanyl e alcol in casa sua, all'età di 26 anni.

## Biografia
Malcolm McCormick nacque il 19 gennaio 1992 a Pittsburgh, in Pennsylvania, figlio della fotografa Karen Meyers e dell'architetto Mark McCormick. Sua madre è ebrea e suo padre è cristiano di origine irlandese. Lui e suo fratello sono cresciuti ebrei, ha frequentato una scuola elementare cattolica per "garantire una buona istruzione e la possibilità di giocare a calcio e lacrosse". Ha frequentato la Winchester Thurston School ma si è diplomato alla Taylor Allderdice High School. Già durante il liceo inizia ad interessarsi alla musica hip pop, faceva infatti parte di una rap-band, i III Spoken. Alla soglia dei 18 anni, Miller firma con la Rostrum Records e nell'agosto 2010 incide il suo primo mixtape, intitolato K.I.D.S. Aveva anche uno stretto rapporto col suo amico di Pittsburgh, Wiz Khalifa.

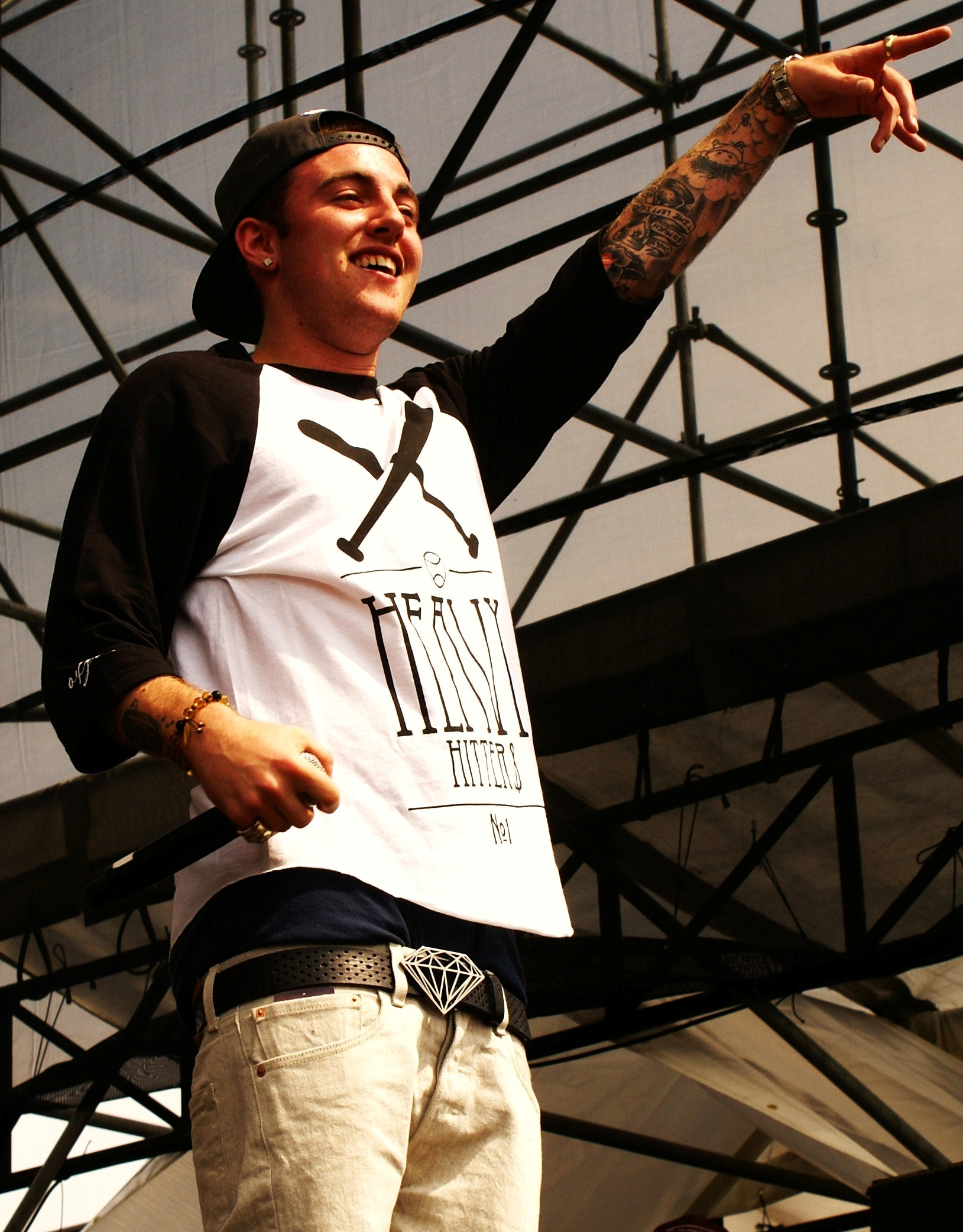
Mac Miller al Governors Ball, New York nel 2011

Il 29 marzo 2011 pubblica un EP, On And On And Beyond. L'11 maggio il suo primo singolo Knock-Knock debutta su YouTube, raggiungendo oltre sette milioni di visualizzazioni. Il 3 marzo 2011 pubblica su YouTube il singolo Donald Trump che supera 180 milioni di visualizzazioni. L'8 novembre esce il suo primo album Blue Slide Park che debutta al numero 1 nella Billboard 200 e vende 145 000 copie nella prima settimana. Entro il mese di marzo 2012 l'album ha venduto oltre 300 000 copie.
Il 23 marzo 2012 pubblica un nuovo mixtape chiamato Macadelic, molte canzoni del quale sono state prodotte sotto l'influenza della Purple Drank, un mix di codeina e altre sostanze che Mac Miller assumeva per combattere lo stress durante il Blue Slide Park Tour. Nel 2013 prende parte al film parodia Scary Movie 5. Il 18 giugno 2013 esce il suo secondo album Watching Movies with the Sound Off. MTV2 gli dedica un tv show dal nome Mac Miller and the Most Dope Family articolato in 7 puntate. In questo show si vede la vita quotidiana dell'artista che termina con la festa per i suoi 21 anni a Las Vegas. Il programma ha ottenuto un grande successo.
Nell'ottobre 2014, Miller ha firmato un contratto discografico e un accordo di distribuzione per REMember Music con la major Warner Bros. Records. Ha scelto la Warner perché era "la società di pensiero più indipendente" con cui ha incontrato. Il debutto della major Miller, GO: OD AM, è stato pubblicato il 18 settembre 2015. È stato registrato al numero 4 della Billboard 200. L'album e il singolo Weekend, con il cantante Miguel, sono stati certificati rispettivamente in oro e platino dalla RIAA.
Miller ha iniziato a lavorare al suo prossimo album in studio subito dopo aver completato GO: OD AM, volendo esplorare l'emozione dell'amore. The Divine Feminine uscito il 16 settembre 2016. L'album presenta Miller che canta la maggior parte dei brani in rap, incorporando generi come R&B, jazz e funk. Ha ricevuto recensioni positive, con Pitchfork che ha affermato che l'album era succinto e raffinato nella sua rappresentazione dell'amore, accentuando di conseguenza l'arte di Miller. The Divine Feminine ha debuttato al numero 2 della Billboard 200 e il numero 1 alla Top R&B / Hip-Hop album.
Il quinto album in studio di Miller, Swimming, è stato pubblicato il 3 agosto 2018, con recensioni positive da parte della critica. Pitchfork ha descritto l'album come composto da "anima malinconica e caldo funk", attraverso la sua esplorazione del crepacuore e dei suoi problemi di salute mentale. Swimming ha debuttato al numero 3 della Billboard 200, la sua quinta uscita consecutiva nei primi cinque album in classifica negli Stati Uniti. Dopo la sua morte nel settembre 2018, il singolo Self Care è salito al numero 33 della Billboard Hot 100, la sua vetta più alta come artista principale.
Dal 2016 ebbe una relazione con la cantante ed attrice Ariana Grande, interrotta poi a maggio del 2018, con cui ha collaborato nella canzone The Way, il remix di Into You e My Favorite Part nell'album di Miller.

### Morte

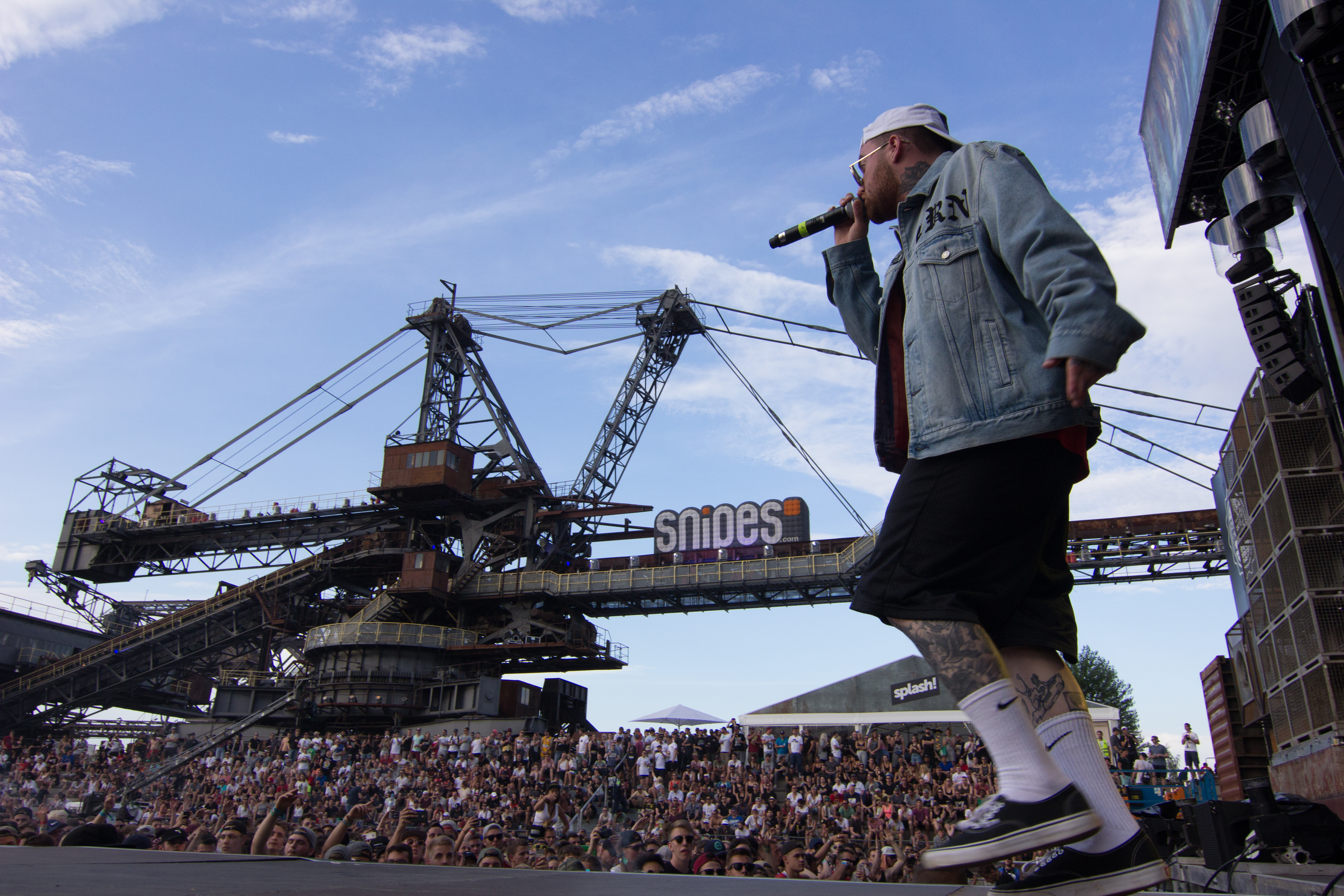
Mac Miller allo Splash! 20 Festival nel 2017

Mac Miller è morto il 7 settembre 2018, a 26 anni, per una overdose di cocaina, fentanyl e alcol mentre si trovava nella sua abitazione, venendo poi ritrovato senza vita intorno a mezzogiorno, dopo che un suo amico aveva richiesto al 911 un "intervento immediato" per un paziente in arresto cardiaco. Miller è stato dichiarato morto sul posto all'arrivo delle autorità.
Miller è stato sepolto nel cimitero di Homewood nella sua città natale, Pittsburgh, con un funerale ebraico.
Nel suo testamento, Miller ha nominato sua madre, suo padre e suo fratello come beneficiari.  L'11 settembre 2018, migliaia di fan hanno tenuto una veglia in onore di Miller al Blue Slide Park di Pittsburgh, rispetto al suo album di debutto del 2011 con lo stesso nome.  Un concerto tributo, Mac Miller: A Celebration of Life, si è tenuto il 31 ottobre 2018 a Los Angeles. Molti dei suoi amici e collaboratori hanno eseguito o fornito messaggi al concerto; i proventi raccolti hanno beneficiato del nuovo Mac Miller Circles Fund, che mira a sostenere le arti della gioventù e i programmi di costruzione della comunità nella sua memoria. L'organizzazione benefica aveva raccolto oltre $ 700.000 entro il gennaio 2019.
Tre uomini sono stati arrestati nel settembre 2019 durante un'indagine sulla morte di Miller. Cameron James Pettit avrebbe venduto a Miller delle pillole di ossicodone contenenti fentanyl due giorni prima della sua morte. Miller aveva chiesto a Pettit del percocet, un antidolorifico contenente ossicodone, oltre a della cocaina e dello Xanax. I tre uomini sono stati incriminati con l'accusa di associazione a delinquere e spaccio di droga con conseguente morte.

### Carriera postuma
Il 7 dicembre 2018 l'ultimo album dell'artista, Swimming, viene nominato come Best Rap Album in gara ai Grammy Awards 2019.
I parenti di Miller hanno approvato le pubblicazioni musicali postume nel giugno 2019, con i singoli collaborativi Time con i Free Nationals e Kali Uchis, e That's Life con 88-Keys e Sia.
Il 9 gennaio 2020 è stato pubblicato Good News , primo singolo dell'album postumo Circles, pubblicato il 17 gennaio.
Il 17 novembre 2024 durante il Camp Flog Gnaw Carnival, festival organizzato da Tyler, the Creator, è stata annunciata ufficialmente la pubblicazione postuma di Balloonerism,progetto realizzato da Mac Miller tra il 2013 e il 2014 ma successivamente accantonato.
Il disco è stato pubblicato il 17 gennaio 2025, esattamente a cinque anni di distanza dal precedente Circles.

## Influenze
Miller ha incluso Big L, Lauryn Hill, Beastie Boys, Outkast e A Tribe Called Quest tra le sue influenze. Ha avuto uno stretto rapporto con il rapper di Pittsburgh Wiz Khalifa, affermando che "Wiz è stato un grande fratello per me come la musica fino ad ora. La nostra relazione è al di là della musica."

## Vita privata

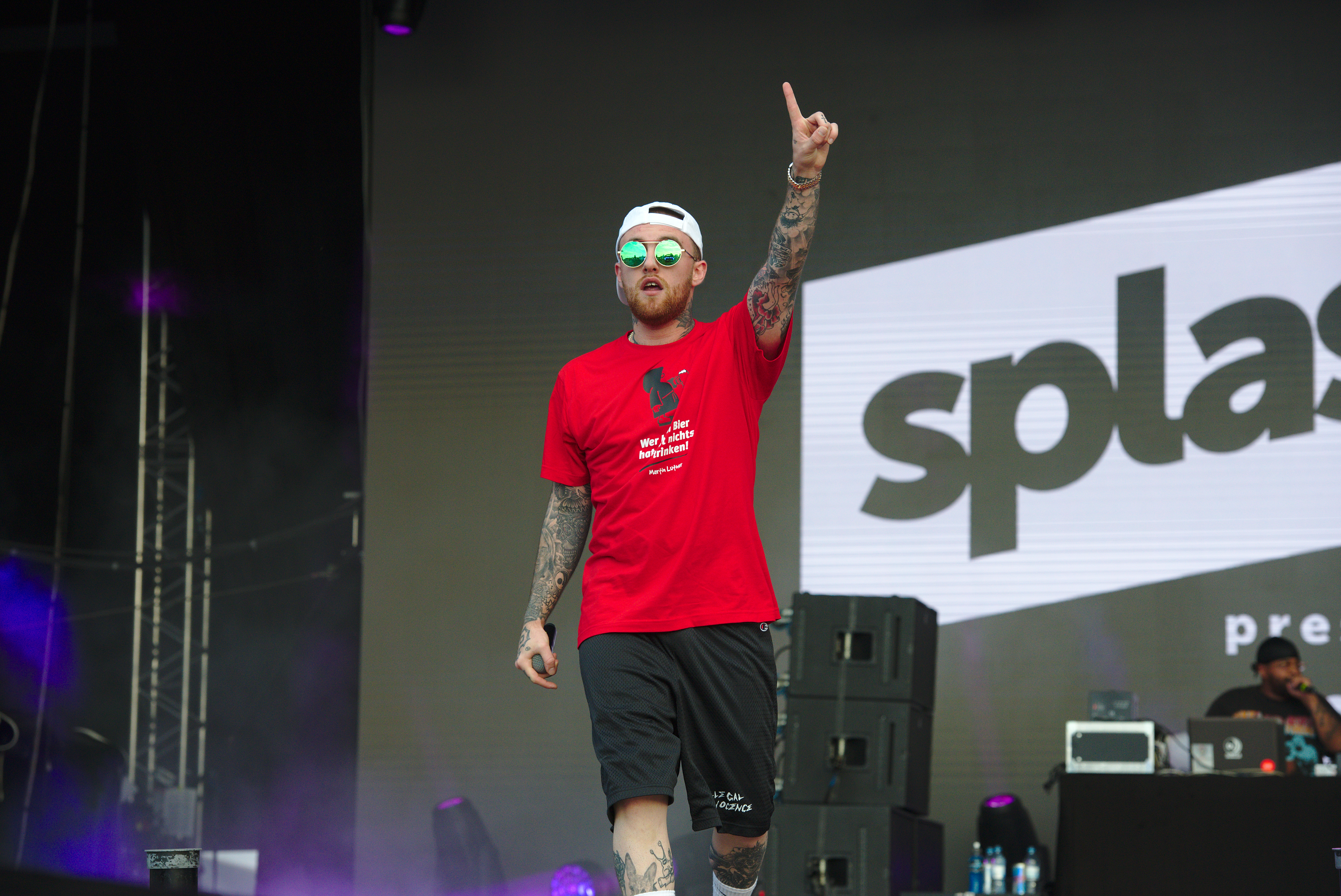
Mac Miller a Los Angeles nel 2017

Miller ha parlato apertamente della sua lotta con l'abuso di sostanze e la depressione. Per gestire lo stress durante il Macadelic Tour nel 2012, Miller ha iniziato a prendere la prometazina e in seguito è diventato dipendente della purple drank. Miller ha detto a Complex nel gennaio 2013: "Adoro la purple drank, è grandiosa, non ero felice ed ero molto magro, i miei amici non potevano nemmeno guardarmi allo stesso modo. Ero perso." Ha smesso di prendere prometazina nel novembre 2012, prima di girare il suo reality show Mac Miller and the Most Dope Family. Raccontando di quel periodo su Billboard nell'agosto 2015, Miller era "decisamente più sano" ma non "completamente" sobrio. Dopo aver affermato di "odiare" di essere sobrio in un documentario del febbraio 2016, Miller era diventato sobrio dall'ottobre 2016, ha notato che il suo umore era migliore. Tuttavia, quando gli fu chiesto della sua sobrietà nell'aprile 2017, Miller disse che ora "viveva regolarmente".
Miller era in un rapporto on-off con Nomi Leasure, che ha incontrato alle medie, sono stati insieme sette anni fino al 2016. Molte delle canzoni sul suo mixtape Macadelic riguardavano la loro relazione. Miller ha avuto una relazione con la cantante Ariana Grande dall'agosto 2016 a maggio 2018.

## Questioni legali
Nel febbraio 2011, mentre era in tournée nel nord dello stato di New York, Miller fu arrestato insieme ad alcuni amici per possesso di marijuana. Passarono la notte in prigione e, secondo quanto dichiarato dallo stesso Miller, il caso fu successivamente "risolto".
Il 9 luglio 2012, il produttore  Lord Finesse intentò una causa da 10 milioni di dollari contro Miller, Rostrum Records e DatPiff per l’uso non autorizzato di un campione della sua canzone Hip 2 Da Game, impiegata nel brano Kool-Aid and Frozen Pizza, presente nel mixtape del 2010 di Miller. La causa è stata risolta a dicembre dello stesso anno in via extragiudiziale, con accordi mantenuti riservati.
Nel marzo 2015, la band Aquarian Dream ha intentato una causa da 150.000 dollari contro Miller, accusandolo di aver utilizzato senza autorizzazione un campione del brano Yesterday (Was So Nice Today) nella canzone Therapy, presente nel mixtape del 2014 Faces.
Nel maggio 2018, Miller è stato arrestato con l'accusa di guida in stato di ebbrezza dopo essersi schiantato contro un  palo della luce e aver abbandonato la scena dell'incidente. La polizia, risalita al suo indirizzo tramite la targa del veicolo, lo ha trovato a casa, dove Miller ha ammesso i fatti. È stato preso in custodia e successivamente rilasciato su cauzione per 15.000 dollari. Nell'agosto 2018 è stato formalmente accusato di due capi d’imputazione per guida in stato di ebbrezza.

## Discografia

### Album in studio
- 2011 – Blue Slide Park
- 2013 – Watching Movies with the Sound Off
- 2015 – GO:OD AM
- 2016 – The Divine Feminine
- 2018 – Swimming
- 2020 – Circles (postumo)
- 2025 – Balloonerism (postumo)

### Album dal vivo
- 2013 – Live from Space

### EP
- 2011 – On and On and Beyond
- 2012 – You (come Larry Lovenstein & The Velvet Revival)

### Mixtape
- 2007 – But My Mackin' Aint Easy
- 2008 – How High: The Mixtape
- 2009 – The Jukebox: Prelude to Class Clown
- 2009 – The High Life
- 2010 – K.I.D.S.
- 2011 – Best Day Ever
- 2011 – I Love Life, Thank You'
- 2011 – Piffsburgh
- 2012 – Macadelic
- 2012 – Talk About
- 2013 – Run-On Sentences: Vol. 1
- 2013 – Stolen Youth (con Vince Staples)
- 2013 – Delusional Thomas
- 2014 – Faces
- 2015 – Run-On Sentences: Vol. 2

### Singoli
- 2010 – Nikes on My Feet
- 2010 – Kool Aid & Frozen Pizza
- 2010 – Knock Knock
- 2010 – Senior Skip Day
- 2011 – On and On
- 2011 – Donald Trump
- 2011 – Frick Park Market
- 2011 – Party on Fifth Ave.
- 2011 – Up All Night
- 2012 – Loud
- 2013 – Lucky Ass Bitch (feat. Juicy J)
- 2013 – S.D.S.
- 2013 – Watching Movies
- 2014 – Diablo
- 2015 – 100 Grandkids
- 2015 – Break the Law
- 2015 – Clubhouse
- 2016 – Weekend (feat. Miguel)
- 2016 – Dang! (feat. Anderson Paak)
- 2016 – We (feat. Cee Lo Green)
- 2016 – My Favorite Part (feat. Ariana Grande)
- 2018 – Buttons
- 2018 – Programs
- 2018 – Small Worlds
- 2018 – Self Care
- 2018 – What's the Use?
- 2020 – Time (con Free Nationals e Kali Uchis)
- 2020 – Good News
- 2020 – Blue World
- 2025 – 5 Dollar Pony Rides

#### Come artista ospite
- 2010 – I'm V.I.P. (Consequence feat. Diggy Simmons e Mac Miller)
- 2011 – Beautiful Money (Moola Gang feat. Mac Miller)
- 2011 – 82 92 (Statik Selektah e Termanology feat. Mac Miller)
- 2011 – Groupie Love (Statik Selektah feat. Mac Miller e Josh Xantus)
- 2011 – Middle Finger (Cobra Starship feat. Mac Miller)
- 2011 – Moves like Jagger (Remix) (Maroon 5 feat. Christina Aguilera e Mac Miller)
- 2012 – Happy Days (Statik Selektah feat. Mac Miller, Bun B e Shawn Stockman)
- 2012 – Black Agura (Pac Div feat. Mac Miller)
- 2013 – The Way (Ariana Grande feat. Mac Miller)
- 2013 – 21 & Over (Statik Selektah feat. Mac Miller e Sean Price)
- 2016 – Into You (Alex Ghenea Remix) (Ariana Grande feat. Mac Miller)
- 2018 – Learn How to Watch (Carnage feat. Mac Miller e MadeinTYO)
- 2019 – That's Life (88-Keys feat. Mac Miller e Sia)
- 2021 – I Believed It (Dvsn e Ty Dolla Sign feat. Mac Miller)
- 2022 – Therapy pt. 2 (Robert Glasper feat. Mac Miller)

## Filmografia
- Scary Movie V, regia di Malcolm D. Lee (2013)